# Kenkäletto
Kenkäletto är öar i Finland. De ligger i Bottenviken och i kommunen Uleåborg i landskapet Norra Österbotten, i den norra delen av landet. Öarna ligger omkring 14 kilometer nordväst om Uleåborg och omkring 550 kilometer norr om Helsingfors.
Arean för den av öarna koordinaterna pekar på är 0,3 hektar och dess största längd är 100 meter i öst-västlig riktning. Närmaste större samhälle är Uleåborg, 12,9 km sydost om Kenkäletto.